# Mörk trattkaktus
Mörk trattkaktus (Eriosyce odieri) är en art inom trattkaktussläktet och familjen kaktusväxter, som har sin naturliga utbredning i Chile.

## Beskrivning
Mörk trattkaktus är en tillplattat klotformad eller klotformad kaktus som blir 2 till 5 centimeter i diameter, och är brunaktig till mötkgrå i färgen. Den är uppdelad åsar, men dessa är så svåra att urskilja att den mest ser ut att vara uppdelad i vårtor som är mellan 4 och 6 millimeter i diameter. På vårtorna sitter raka taggar. Den har 0 till 1 centraltaggar som blir upp till 10 millimeter långa, och 6 till 12 radiärtaggar som blir från 2 till 5 millimeter långa. Blommorna blir 3 till 4 centimeter i diameter. De är blekgula till blekröda i färgen. Frukten är avlång när den är mogen. 

## Underarter
E. odieri ssp. krausii (F.Ritter) Ferryman 2003
Den blir 2 till 4 centimeter i diameter och tuvar sig från basen. Den har 0 till 1 centraltagg som blir 2 millimeter lång. 3 till 8 radiärtaggar som blir från 1 till 2 millimeter långa.

## Synonymer
E. odieri ssp. odieri
Echinocactus odieri Lem. ex Salm-Dyck 1849
Neoporteria odieri (Lem. ex Salm-Dyck) Backeb. 1935
Chilenia odieri (Lem. ex Salm-Dyck) Backeb. 1939
Neochilenia odieri (Lem. ex Salm-Dyck) Backeb. 1942
Chileorebutia odieri (Lem. ex Salm-Dyck) F.Ritter 1959
Thelocephala odieri (Lem. ex Salm-Dyck) F.Ritter 1980
Echinocactus reichei K.Schum. 1903
Malacocarpus reichei (K.Schum.) Britton & Rose 1922
Notocactus reichei (K.Schum.) A.Berger1929
Neoporteria reichei (K.Schum.) Backeb. 1935
Chilenia reichei (K.Schum.) Backeb. 1939
Neochilenia reichei (K.Schum.) Backeb. 1942
Chileorebutia reichei (K.Schum.) F.Ritter 1959, nom. inval.
Thelocephala reichei (K.Schum.) F.Ritter 1980
Neochilenia monte-amargensis Backeb. 1963, nom. inval.
Neoporteria monte-amargensis (Backeb.) Ferryman ex Preston-Mafham 1991, nom. inval.
Eriosyce odieri var. monte-amargensis Katt. 1994
E. odieri ssp. krausii
Chileorebutia krausii F.Ritter 1960, nom. inval.
Neochilenia krausii (F.Ritter) Backeb. 1959, nom. inval.
Thelocephala krausii (F.Ritter) F.Ritter 1980
Chileorebutia malleolata F.Ritter 1963, nom. inval.
Neochilenia malleolata (F.Ritter) Backeb. 1963
Thelocephala malleolata (F.Ritter) F.Ritter 1980
Thelocephala longirapa F.Ritter 1980